# ترنسپورتس آئرئوس کیلوس آندینوس
ترنسپورتس آئرئوس کیلوس آندینوس (به انگلیسی: Transportes Aéreos Cielos Andinos) یک شرکت هواپیمایی است که در ۲۰۰۷ میلادی تأسیس شده‌است. دفتر مرکزی ترنسپورتس آئرئوس کیلوس آندینوس در لیما، پرو واقع شده‌است و قطب این شرکت هواپیمایی در فرودگاه بین‌المللی خورخه چاوز قرار دارد و به ۳ مقصد، پرواز انجام می‌دهد.